# Maillot
Maillot ist eine französische Gemeinde mit 1.271 Einwohnern (Stand: 1. Januar 2022) im Département Yonne in der Region Bourgogne-Franche-Comté. Die Gemeinde gehört zum Arrondissement Sens und zum Kanton Sens-2. Die Einwohner werden Maillotins genannt.

## Geographie
Maillot liegt drei Kilometer südsüdöstlich des Stadtzentrums von Sens an der Vanne. Umgeben wird Maillot von den Nachbargemeinden Sens im Norden und Westen, Malay-le-Grand im Osten sowie Rosoy im Süden.

## Bevölkerungsentwicklung
| 1962                       | 1968 | 1975 | 1982 | 1990 | 1999 | 2006 | 2018 | 2020 |
| -------------------------- | ---- | ---- | ---- | ---- | ---- | ---- | ---- | ---- |
| 426                        | 498  | 606  | 752  | 962  | 1098 | 1075 | 1175 | 1206 |
| Quellen: Cassini und INSEE |      |      |      |      |      |      |      |      |

## Sehenswürdigkeiten
- Kirche Notre-Dame aus dem 12. Jahrhundert

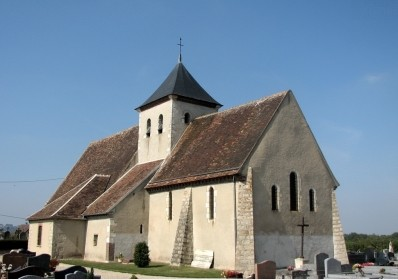
Kirche Notre-Dame